# George Humphreys
George Humphreys (* in Oxford) ist ein britischer Opernsänger im Stimmfach Bariton. 

## Leben und Wirken
Humphreys studierte Gesang am St. John’s College in Cambridge sowie an der Royal Academy of Music in London bei Mark Wildman and Audrey Hyland. Im Anschluss war er Mitglied des Internationalen Opernstudios der Oper Zürich.
Er gastierte unter anderem am Teatro dell’ Opera di Roma (als Starveling in Ein Sommernachtstraum), am Landestheater Bregenz, an der Opéra de Dijon (Titelrolle in Dido and Aeneas),  der English National Opera (z. B. als Jack Wallace in La fanciulla del West, Schaunard in La Bohème, Moralés in Carmen und Marullo in Rigoletto) sowie an der English Touring Opera und beim Aldeburgh Festival. Am Londoner Royal Opera House übernahm er 2012 die Bariton-Partie in der Requiem-Produktion mit dem Royal Ballet unter der musikalischen Leitung von Barry Wordsworth. 2013 verkörperte er den Grafen Malaspina in der britischen Erstaufführung von Salvatore Sciarrinos Oper Luci mie traditrici (engl. The Killing Flowers), einer Produktion des Music Theatre Wales beim Buxton International Festival. An der Welsh National Opera sang er 2016 in der Uraufführung der Oper In Parenthesis von Iain Bell den Lieutenant Jenkins. 2022 absolvierte er als Graf Almavia (Le nozze di Figaro) mit „Glyndebourne on Tour“ eine Tournee durch Großbritannien.
Seit 2017 ist Humphreys festes Ensemblemitglied am Salzburger Landestheater. Dort wirkte er in zwei österreichischen Erstaufführungen mit: als Josef K. in Der Prozess von Philip Glass und als Filippo in Rossinis La gazzetta. Weitere Partien waren dort bisher unter anderem die Titelrolle in Don Giovanni, Graf Almaviva (Le nozze di figaro), Lescaut (Manon), Escamillo (Carmen), auch sang er in der Produktion von Alma Deutschers Cinderella.
Zu seinem Repertoire als Konzertsänger zählen zum Beispiel Bachs Weihnachtsoratorium, die Matthäuspassion und die H-Moll-Messe sowie Händels Messias, Mendelssohns Elias, L’enfance du Christ von Berlioz, das Requiem op. 48 von Fauré und Mahlers 8. Sinfonie. Er interpretierte auch modernere Werke des 20. Jahrhunderts, so Schönbergs Serenade op. 24 oder die 8 Songs for a Mad King von Peter Maxwell Davies. Er arbeitete mit Orchestern zusammen wie dem Royal Liverpool Philharmonic Orchestra, Royal Scottish National Orchestra, City of Birmingham Symphony Orchestra, dem Schwedischen Radiosinfonieorchester (unter der Leitung von Daniel Harding) und dem Australian Chamber Orchestra und gastierte unter anderem beim London Handel Festival und bei den Händel-Festspielen Göttingen.
Liederabende gab er zum Beispiel an der Oper Zürich, der Opéra de Lille, in der Londoner Wigmore Hall und beim Oxford Lieder Festival.
Für die Titelmusik der britischen Sitcom The Vicar of Dibley auf BBC1, komponiert von Howard Goodall, sang Humphreys das Solo mit dem Chor der Christ Church, Oxford.

## Opernrepertoire (Auswahl)
- Abraham: Kaluna in Die Blume von Hawaii
- Bell: Lieutenant Jenkins in In Parenthesis
- Bizet: Morales in Carmen
- Britten: Collatinus in The Rape of Lucretia
- Britten: Balstrode in Peter Grimes
- Britten: Demetrius/Robin Starveling in Ein Sommernachtstraum
- Cavalli: Giove in La Calisto
- Deutscher: König in Cinderella
- Donizetti: Mamma Agata in Le convenienze ed inconvenienze teatrali
- Donizetti: Belcore in L’elisir d’amore
- Eötvös: Prior Walter in Angels in America
- Glass: Josef K. in Der Prozess – The Trial
- Gounod: Valentin in Margarethe
- Stuart MacRae: Charles in Anthropocene
- Massenet: Lescaut in Manon
- Mozart: Papageno in Die Zauberflöte
- Mozart: Titelrolle und Leporello in Don Giovanni
- Mozart: Graf Almaviva in Le nozze di Figaro
- Mozart: Roberto „Nardo“ in La finta giardiniera
- Offenbach: Lindorf/Coppelius/Dapertutto/Mirakel in Hoffmanns Erzählungen
- Puccini: Jake Wallace in La fanciulla del West
- Puccini: Schaunard in La Bohème
- Purcell: Aeneas in Dido and Aeneas
- Purcell: Grimbald in King Arthur
- Rossini: Leuthold  in Guillaume Tell
- Rossini: Filippo in La gazzetta
- Sciarrino: Duke in Luci mie traditrici
- Strauss: Musiklehrer in Ariadne auf Naxos
- Tschaikowski: Titelrolle in Eugen Onegin
- Verdi: Marullo in Rigoletto
- Wagner: Fafner in Wagners Nibelungenring für Kinder

## Auszeichnungen
- 2013: Nominierung für den Österreichischen Musiktheaterpreis in der Kategorie „Beste männliche Nebenrolle“ für seinen Belcore in Donizettis L’elisir d’amore
- 2019: Ernennung zum Associate der Royal Academy of Music London

## Diskografie
- Mozart: 'Coronation' Mass; Ave Verum Corpus; Exsultate Jubilate. Mit Susan Gritton, Sopran; Choir of St John’s College, Cambridge; St John’s Sinfonia, Dirigent: Andrew Nethsingha (Chandos; 2012)

- Joshua by G.F. Handel. Mit Katherine Manley, Sopran; Alexandra Gibson, Mezzosopran; Allan Clayton, Tenor; London Handel Orchestra, Dirigent: Laurence Cummings (Somm; 2017)

## Filmdokumentation
2011 gehörte Humphreys neben Camille Butcher und anderen zu den Porträtierten in Sabine Gisigers Dokumentarfilm Die Schönheit der Stimme (SRF/arte) über die Ausbildung am Züricher Opernstudio.